# Антон Огнянов
Антон Кунчев Огнянов е български футболист, който играе в отбора на Асеновец(Асеновград) като централен нападател. Висок е 182 см и тежи 76 кг.

## Кариера
Огнянов е юноша на Берое. С отбора завършва на четвърто място на държавно първенство за юноши старша възраст 2004/05 и на второ място в международния юношески турнир „Юлиян Манзаров“.
През януари 2014 г. Огнянов подписа договор с Левски (София), но не успява да се наложи в титулярния състав на „сините“.